# Broom (element)
Broom of bromium is een scheikundig element met symbool Br en atoomnummer 35. Het element behoort tot de groep van de halogenen. Als enkelvoudige stof vormt het diatomische moleculen dibroom (Br2), een stof die op aarde niet in de natuur voorkomt. Het element komt vooral voor onder de vorm van zouten, vooral bromiden en bromaten.

## Ontdekking
Broom (het Griekse woord βρῶμος (brōmos = stinkend) werd in 1826 ontdekt door de Franse chemicus Antoine-Jérôme Balard toen hij experimenteerde met residuen uit verdampt zeewater. Hij isoleerde een stof die een nieuw element leek te zijn. Zijn oudere collega Joseph-Louis Gay-Lussac bevestigde de ontdekking. Broom werd voor het eerst industrieel geproduceerd rond 1860.

## Toepassingen
Elementair broom wordt op grote schaal gebruikt voor het maken van broomhoudende verbindingen die in de industrie en landbouw worden toegepast. Vroeger werd broom veel gebruikt voor het fabriceren van ethyleendibromide; een toevoeging aan loodhoudende brandstof om het kloppen of pingelen van de motor tegen te gaan.
Vanwege de schadelijke effecten hiervan op het milieu wordt dit tegenwoordig vrijwel niet meer gebruikt. Broom wordt wel veelvuldig gebruikt in boorvloeistoffen en in het verleden in pesticiden (meestal in de vorm methylbromide), ook wordt het gebruikt in verfstoffen, parfums, in de farmaceutische industrie en voor fotochemicaliën.
Gebroneerde hydantoïnedrivaten zijn zeer efficiënte biociden voor het steriliseren van zwembadwater, afvalwater en houtpulp. Polymeren vormen een kleine maar belangrijke markt voor broom. Met bijvoorbeeld  broombutylrubber worden tubeless banden luchtdicht gemaakt.
Decabromodifenylether (DBDE of deca BDE) werd gebruikt als brandvertragend middel, maar door aangescherpte milieuwetgeving loopt het gebruik hiervan terug; in Canada en de Europese Unie is het middel intussen verboden. Omdat broom met protonen reageert tot waterstofbromide en omdat beiden te verpompen zijn wordt broom ook toegepast in een waterstofbromide-flowbatterij.

## Opmerkelijke eigenschappen
Broom is het enige niet-metallische element dat vloeibaar is bij standaardtemperatuur en -druk. Onder deze omstandigheden verdampt het gemakkelijk. De roodbruine damp lijkt op stikstofdioxide, maar heeft een karakteristieke chloorachtige geur. Broom is slechts matig oplosbaar in water en zeer goed in koolstofdisulfide. Net als de andere halogenen reageert het makkelijk met veel andere elementen.
Broom is een reagens op dubbele bindingen.

## Verschijning
Van nature komt broom voor in bromiden, die in lage concentraties voorkomen in zeewater. Zeewater bestaat voor ongeveer 0,0065% uit broom en de totale hoeveelheid broom wordt wereldwijd getaxeerd op 100 biljoen ton. In de Dode Zee alleen zit ongeveer een miljard ton en Israël en Jordanië zijn grote producenten van broom. Verder zijn de Volksrepubliek China en de Verenigde Staten grote producenten. In de VS is de staat Arkansas veruit het belangrijkst, hier wordt het uit pekel gewonnen. Tot slot wordt ook in zoutmijnen kaliumbromide en kaliumbromaat aangetroffen.
Het zuiden van Arkansas was tijdens het Paleozoïcum (543 tot 248 miljoen jaar geleden) bedekt met zeewater. Het broom werd door zeewier en plankton uit het water gehaald. In het Jura loste het broom weer op in het zoute water. In de Smackover Formatie zit pekel, op een diepte van 2287 tot 2687 meter, met een bijzonder hoog broomgehalte. In 1921 werd hier aardolie ontdekt en bij de productie kwam ook pekel naar boven, toen een waardeloos bijproduct. De broomproductie begon pas in 1957. De twee grote producenten zijn Chemtura Corporation  en Albemarle Corporation.
Jaarlijks wordt meer dan 400.000 ton broom gewonnen, maar in dit getal zijn de Verenigde Staten niet opgenomen.
Industrieel wordt broom geproduceerd door chloorgas door een kaliumbromide oplossing te leiden: 
{\displaystyle {\ce {2 KBr + Cl2 -> Br2 + 2 KCl}}}

## Isotopen
| Stabielste isotopen | Stabielste isotopen | Stabielste isotopen      | Stabielste isotopen      | Stabielste isotopen      | Stabielste isotopen      |
| Iso                 | RA (%)              | Halveringstijd           | VV                       | VE (MeV)                 | VP                       |
| ------------------- | ------------------- | ------------------------ | ------------------------ | ------------------------ | ------------------------ |
| 76Br                | syn                 | 16,2 uur                 | β+                       | 4,963                    | 76Se                     |
| 77Br                | syn                 | 57,036 uur               | β+                       | 1,365                    | 77Se                     |
| 78Br                | syn                 | 6,46 min                 | β+                       | 3,574                    | 78Se                     |
| 79Br                | 50,69               | stabiel met 44 neutronen | stabiel met 44 neutronen | stabiel met 44 neutronen | stabiel met 44 neutronen |
| 80Br                | syn                 | 17,7 min                 | β− β+                    | 2,004 1,871              | 80Kr 80Se                |
| 81Br                | 49,31               | stabiel met 46 neutronen | stabiel met 46 neutronen | stabiel met 46 neutronen | stabiel met 46 neutronen |
| 82Br                | syn                 | 36 uur                   | β−                       | 3,093                    | 82Kr                     |
| 83Br                | syn                 | 2,40 uur                 | β−                       | 3,896                    | 83Kr                     |
| 87Br                | syn                 | 55 sec                   | β−                       | 3,896                    | 83Kr                     |

Van broom komen op aarde van nature twee stabiele isotopen (79Br en 81Br) in nagenoeg identieke verhouding voor. Daarnaast is er een aantal radioactieve isotopen bekend met halveringstijden van meestal enkele uren.

## Toxicologieenveiligheid
Elementair broom is voor mensen zeer giftig. Op de huid aangebracht leidt het tot gele vlekken, die na enige tijd weer verdwijnen. Als het langer kan inwerken, dan sterft de huid af en ontstaan diepe, moeilijk te genezen wonden. Het veroorzaakt bij inademing keelpijn, kortademigheid en duizeligheid, zelfs bij lage concentraties van enkele tientallen ppm. Inslikken kan leiden tot ernstige beschadigingen aan het maag-darm stelsel. Broomdamp irriteert de ogen in ernstige mate. Anorganische bromiden als NaBr en KBr zijn daarentegen veel minder giftig en werden in het verleden zelfs voor medicinale doeleinden gebruikt in vrij grote doses (zie Kaliumbromide, toepassingen).